# All Love Lost
Albums de Joe Budden
Some Love Lost
(2014) Rage & The Machine
(2016)
Singles
1. Broke
Sortie : 20 juillet 2015
2. Slaughtermouse
Sortie : 17 septembre 2015

All Love Lost est le quatrième album studio de Joe Budden, sorti le 16 octobre 2015.
L'album s'est classé 6e au Top R&B/Hip-Hop Albums et 29e au Billboard 200.

## Liste des titres
| No  | Titre                                                                                                  | Auteur                                                                                                  | Contient un (des) sample(s) de | Durée |
| --- | --- | --- | ------------------------------ | ----- |
| 1.  | (Intro) All Love Lost (Produit par 8 Bars et Parks)                                                    | Joe Budden, Emanny Salgado, Jason « 8 Bars » Carr                                                       | Aegian Sea d'Aphrodite's Child | 7:21  |
| 2.  | Broke (Produit par Louis Bell)                                                                         | Budden, Whitney Phillips                                                                                |                                | 4:21  |
| 3.  | Playing Our Part (Produit par 8 Bars et Parks)                                                         | Budden, Carr                                                                                            |                                | 6:50  |
| 4.  | Man Down (Produit par Dark Night, Chigz et Parks)                                                      | Budden                                                                                                  |                                | 4:48  |
| 5.  | Immortal (Produit par Boi-1da et Vinylz)                                                               | Budden, Salgado, Matthew Samuels, Anderson Hernandez                                                    |                                | 5:14  |
| 6.  | Love, I'm Good (Produit par AraabMuzik et Karon Graham)                                                | Budden, Abraham Orellana                                                                                |                                | 7:59  |
| 7.  | Make It Through the Night (featuring Marsha Ambrosius et Jadakiss – Produit par Mr. Fingaz)            | Budden, Marsha Ambrosius, Jason Phillips, Michael Williams, Dejon Howerton, Taiwan « Mr. Fingaz » Green |                                | 5:09  |
| 8.  | Slaughtermouse (Produit par AraabMuzik)                                                                | Budden, Orellana                                                                                        |                                | 4:50  |
| 9.  | Where Do We Go (featuring Eric Bellinger – Produit par Dark Night, Chigz et Parks)                     | Budden, Salgado                                                                                         |                                | 7:11  |
| 10. | Unnecessary Pain (featuring Yummy Bingham et Felicia Temple – Produit par 8 Bars, Dark Night et Parks) | Budden, Salgado, Yummy Bingham, Carr                                                                    |                                | 5:48  |
| 11. | Love for You (featuring Emanny – Produit par Boi-1da)                                                  | Budden, Salgado, Samuels                                                                                |                                | 6:20  |

| 12. | Only Human (featuring Emanny – Produit par Graham) | Budden, Salgado, Karon, Graham | 8:46 |
| 13. | Fuck Em All (Produit par DJ Dahi)                  | Budden, Dacoury Natche         | 3:44 |